# Inga pluricarpellata
Inga pluricarpellata é uma espécie vegetal da família Fabaceae.
Apenas pode ser encontrada no Peru.